# NPFFR1
NPFFR1 (англ. Neuropeptide FF receptor 1) – білок, який кодується однойменним геном, розташованим у людей на короткому плечі 10-ї хромосоми. Довжина поліпептидного ланцюга білка становить 430 амінокислот, а молекулярна маса — 47 819.
| 10         |  | 20         |  | 30         |  | 40         |  | 50         |
| ---------- |  | ---------- |  | ---------- |  | ---------- |  | ---------- |
| MEGEPSQPPN |  | SSWPLSQNGT |  | NTEATPATNL |  | TFSSYYQHTS |  | PVAAMFIVAY |
| ALIFLLCMVG |  | NTLVCFIVLK |  | NRHMHTVTNM |  | FILNLAVSDL |  | LVGIFCMPTT |
| LVDNLITGWP |  | FDNATCKMSG |  | LVQGMSVSAS |  | VFTLVAIAVE |  | RFRCIVHPFR |
| EKLTLRKALV |  | TIAVIWALAL |  | LIMCPSAVTL |  | TVTREEHHFM |  | VDARNRSYPL |
| YSCWEAWPEK |  | GMRRVYTTVL |  | FSHIYLAPLA |  | LIVVMYARIA |  | RKLCQAPGPA |
| PGGEEAADPR |  | ASRRRARVVH |  | MLVMVALFFT |  | LSWLPLWALL |  | LLIDYGQLSA |
| PQLHLVTVYA |  | FPFAHWLAFF |  | NSSANPIIYG |  | YFNENFRRGF |  | QAAFRARLCP |
| RPSGSHKEAY |  | SERPGGLLHR |  | RVFVVVRPSD |  | SGLPSESGPS |  | SGAPRPGRLP |
| LRNGRVAHHG |  | LPREGPGCSH |  | LPLTIPAWDI |  |            |  |            |

A: Аланін

C: Цистеїн

D: Аспарагінова кислота

E: Глутамінова кислота

F: Фенілаланін

G: Гліцин

H: Гістидин

I: Ізолейцин

K: Лізин

L: Лейцин

M: Метіонін

N: Аспарагін

P: Пролін

Q: Глутамін

R: Аргінін

S: Серин

T: Треонін

V: Валін

W: Триптофан

Кодований геном білок за функціями належить до рецепторів, g-білокспряжених рецепторів, білків внутрішньоклітинного сигналінгу. 
Локалізований у клітинній мембрані, мембрані.